# Sidi El Hadj Mohammed Ben Yelles
Mohammed Yelles Chaouche (Tlemcen, 1847 - Damas, 26 décembre 1927), connu au Moyen-Orient sous le nom de Muhammad Ibn Yallis ben Shawish al Tilimsani al Shadili est une personnalité algérienne.

## Biographie
Disciple du cheikh Mohammed el Hebri d’Ahfir, il compta plus tard parmi les disciples du cheikh Mohammed Benhabib el Bouzidi qui l’autorisa à guider à son tour.
Moqadem du cheikh El Bouzidi, il fut le représentant de la Derqaouia à Tlemcen lors de sa fondation en 1908. Messali Hadj, ainsi que de nombreux  militants des partis nationalistes PPA et MTLD, ont fréquenté la medersa de la zaouia Rahmatou Allah.
En réaction à l’injustice de la colonisation qui instaurait la conscription aux jeunes algériens et qui s’opposait à l’enseignement des Ulémas, le Cheikh quitta Tlemcen le 14 septembre 1911 pour Damas via Tanger et Marseille. Accompagné de son fils Ahmed et de son disciple Mohammed el Hachimi, ils s’installèrent à la mosquée Izz al-Din à al-Suwayqa, puis au domicile de cheikh Mahmud Abu Shamat, pour enfin s’établir à al-Shaghour à Samdiyya où ils fondèrent une zaouïa.
Lorsque la France occupa la Syrie en 1920, il s’opposa à elle une fois de plus. Il fut fait prisonnier à la Citadelle de Damas. Cheikh Muhammad al-Makki al-Kettani et cheikh Badr al-Din al-Hasani intercédèrent en sa faveur et il fut relâché.
Il nomma comme khalifa son frère Ahmed et après lui cheikh Mohammed el Hachimi.
Il mourut le 26 décembre 1927 à Damas où il fut enterré au cimetière Bab el Saghir près du Mausolée de Bilal l'Abyssin, le muezzin attitré du prophète de l'islam Mahomet.

## Hommage
Une mosquée et une zaouïa furent élevées en son nom à Oran.

## Actualité
À l'occasion du centenaire de l'exil (1911-2011), du 26 au 30 novembre 2011, s'est tenu un colloque sur lui à Tlemcen capitale de la culture islamique.